# Comitè de Drets Humans

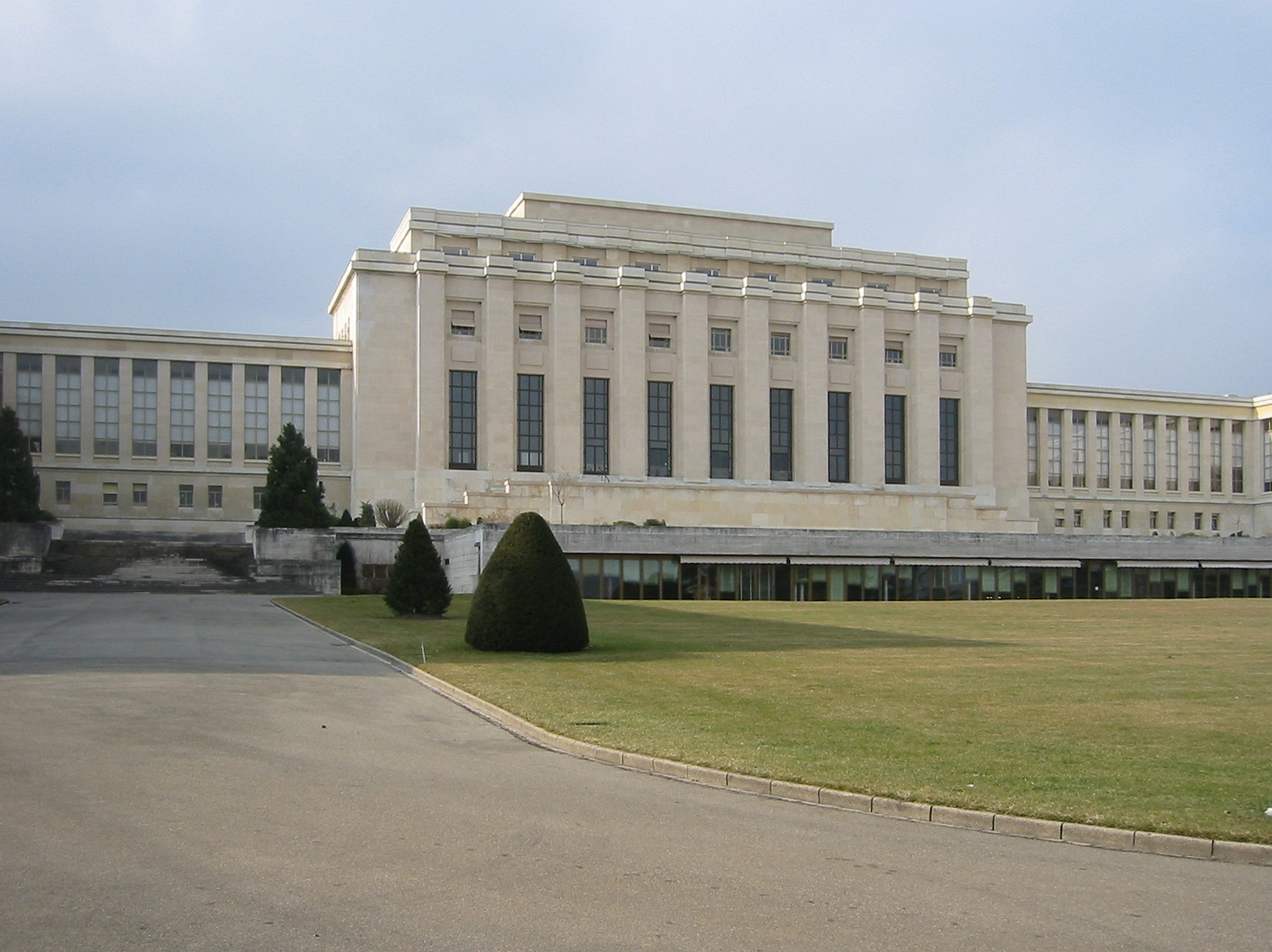
El Palais des nations, seu de l'ONU a Ginebra i un dels llocs on es reuneix el Comitè de Drets Humans.

El Comitè de Drets Humans és un òrgan convencional format per experts independents que vigila el compliment del Pacte Internacional de Drets Civils i Polítics pels Estats que l'han ratificat. Normalment es reuneix en tres períodes de sessions a l'any, a Ginebra o Nova York. El Comitè és un dels set organismes instituïts per tractats sobre drets humans promoguts per l'Organització de les Nacions Unides.
El Comitè de Drets Humans no ha de confondre's amb la Comissió de Drets Humans, un organisme que es deriva de la Carta de les Nacions Unides, ni amb el Consell de Drets Humans que la substitueix. Mentre que la Comissió i el Consell de Drets Humans són fòrums polítics on els Estats debaten tota mena d'afers relacionats amb els drets humans, el Comitè és un organisme format per experts, i la seva competència està limitada pel Pacte Internacional de Drets Civils i Polítics.

## Funcions
Per assegurar el compliment del Pacte Internacional de Drets Civils i Polítics, el Comitè realitza tres tipus de tasques. Redacta "observacions generals", en les quals recull la seva interpretació del Pacte; examina els informes que cada quatre anys envien els Estats que han ratificat el Pacte i en el que expliquen les mesures adoptades per fer efectius els drets reconeguts; finalment, coneix de casos concrets, ben denunciats per altres Estats signataris, bé per persones que es considerin víctimes per la violació del seu dret.

### Sistema d'informes periòdics
Tots els estats que han ratificat el Pacte han de presentar davant el Comitè informes periòdics a través dels quals aquest controla el compliment pels estats de les seves obligacions. Les observacions generals número 1 i 2 detallen de quina forma ha de complir-se aquesta obligació.
La presentació d'informes és obligatòria. Els estats han de presentar un informe inicial abans d'un any després de la seva adhesió al Pacte. Després hauran de presentar un nou informe cada quatre anys, aproximadament, o abans si així ho sol·licita el Comitè. En ells ha d'aportar-se informació concreta i detallada sobre les següents matèries:
- Mesures adoptades per a garantir l'efectivitat dels drets recollits en el Pacte.
- Informació sobre les reserves i declaracions interpretatives formulades en relació al Pacte, i les raons del seu manteniment.
- Explicació del caràcter i abast de les limitacions establertes als drets. Si s'ha fet ús de la facultat de suspensió, ha d'informar-se sobre totes les circumstàncies relacionades.
- Exposició, si escau, de les circumstàncies que dificultin l'aplicació del Pacte i mesures adoptades per a superar-les.

El Comitè examina cada informe en sessió pública, en la qual es desenvolupa un diàleg entre l'organisme internacional i els representants dels estats, que solen ser persones que ocupen llocs importants de l'administració pública. El Comitè pot realitzar les preguntes que estimi pertinents i sol·licitar informació addicional. Després d'aquest diàleg, el Comitè elabora unes "observacions finals" en les que fa constar els aspectes positius i negatius que troba i formula una sèrie de recomanacions a l'estat.

### Observacions generals
Les observacions generals són comentaris que recullen la interpretació autoritzada que el Comitè de Drets Humans realitza del Pacte. Una interpretació autoritzada no és vinculant, com sí que ho és la interpretació autèntica: no obstant això, els Estats solen acatar les interpretacions del Comitè.
Les observacions generals poden tractar sobre un dret en concret, desenvolupant el seu contingut, o sobre qüestions de procediment o de qualsevol altra índole. El Comitè ha publicat trenta-una observacions generals, sent l'última de 2004.

### Reclamacions interestatals
En virtut de l'article 41 del Pacte, qualsevol Estat part pugues denunciar un incompliment del Pacte per part d'un altre. El sistema és facultatiu i recíproc, ja que per a presentar una reclamació cal que tant l'Estat denunciat com el denunciant hagin acceptat la competència del Comitè en aquest sentit.
El procediment que s'institueix és de conciliació. La intervenció del Comitè només es produirà si després de sis mesos no s'aconsegueix un acord per part dels Estats: en aquestes circumstàncies, oferirà els seus bons oficis "a fi d'arribar a una solució amistosa de l'afer", segons el Pacte.
El procediment de reclamacions interestatals no ha estat emprat mai en el marc del Pacte Internacional de Drets Civils i Polítics.

### Queixes individuals
Es tracta d'un mecanisme facultatiu i quasi-contenciós pel qual es poden tractar denúncies de violacions concretes de drets humans recollits en el Pacte, de manera semblant als sistemes regionals desenvolupats per la Cort Interamericana de Drets Humans o el Tribunal Europeu de Drets Humans, sí bé en aquests dos casos sí qu tracta d'autèntics tribunals internacionals. Aquells Estats que han ratificat el Primer Protocol Facultatiu han consentit permetre a les persones sota la seva jurisdicció sol·licitar del Comitè una opinió sobre aquestes possibles violacions. El Primer Protocol Facultatiu va entrar en vigor el 23 de març de 1976.
El Segon Protocol Facultatiu, en vigor des de l'11 de juliol de 1991, destinat a abolir la pena de mort, ha estat ratificat per cinquanta-nou Estats. Si un Estat vinculat pel Primer Protocol s'adhereix al Segon, la competències del Comitè s'estén a les disposicions d'aquest, tret que l'Estat faci una declaració expressa excloent-la.
El procediment de queixes individuals està dividit en dues fases, una sobre admissibilitat i una altra sobre fons. El Comitè decideix sobre admissibilitat (el que implica que la seva decisió és vinculant) però només opina sobre el fons de l'assumpte. L'opinió, en principi, no és vinculant; però el Comitè ha realitzat una interpretació del Pacte per la qual entén que els Estats estan obligats a seguir les seves recomanacions per a la reparació dels abusos produïts.

## Composició
Els membres del Comitè de Drets Humans han de ser "persones de gran integritat moral, amb reconeguda competència en matèria de drets humans". Són escollits pels estats, però exerceixen les seves funcions a títol personal, no com a representants dels seus països. Són nomenats cada quatre anys i poden ser reelegits. Cada dos anys es renova la meitat del Comitè.
Actualment, el Comitè està compost per les següents persones:
| Nom                                | Estat        | Mandat    |
| ---------------------------------- | ------------ | --------- |
| Abdelfattah Amor                   | Tunísia      | 2006–2010 |
| Bouzib Lazhari                     | Algèria      | 2008–2012 |
| Prafullachandra Natwarlal Bhagwati | Índia        | 2009–2013 |
| Christine Chanet                   | França       | 2006–2010 |
| Mahjoub El-Haiba                   | Marroc       | 2008–2012 |
| Ahmad Amin Fathalla                | Egipte       | 2008–2012 |
| Yuji Iwasawa                       | Japó         | 2006–2010 |
| Helen Keller                       | Suïssa       | 2008–2010 |
| Rajsoomer Lallah                   | Maurici      | 2009–2013 |
| Zonke Zanele Majodina              | Sud-àfrica   | 2006–2010 |
| Iulia Motoc                        | Romania      | 2006–2010 |
| Michael O'Flaherty                 | Irlanda      | 2008–2012 |
| José Luis Pérez Sánchez-Cerro      | Perú         | 2006–2010 |
| Rafael Rivas Posada                | Colòmbia     | 2008–2012 |
| Nigel Rodley                       | Regne Unit   | 2009–2013 |
| Fabian Omar Salvioli               | Argentina    | 2008–2012 |
| Krister Thelin                     | Suècia       | 2008–2012 |
| Ruth Wedgwood                      | Estats Units | 2006–2010 |